# نوناتو (بازیکن فوتبال)
رایموندو نوناتو د لیما ریبیرو (به پرتغالی: Raimundo Nonato de Lima Ribeiro) معروف به نوناتو (Nonato) بازیکن فوتبال در پست مهاجم اهل برزیل است که در شهر Viseu، پارا و در تاریخ ۵ ژوئیهٔ ۱۹۷۹ به دنیا آمده‌است.

## باشگاهی
نوناتو در تیم‌های فوتبال دائجو، سئول، باشگاه ورزشی فورتالزا و کونسادول ساپورو سابقهٔ حضور دارد.